# St. Niklaus (Hombrechtikon)

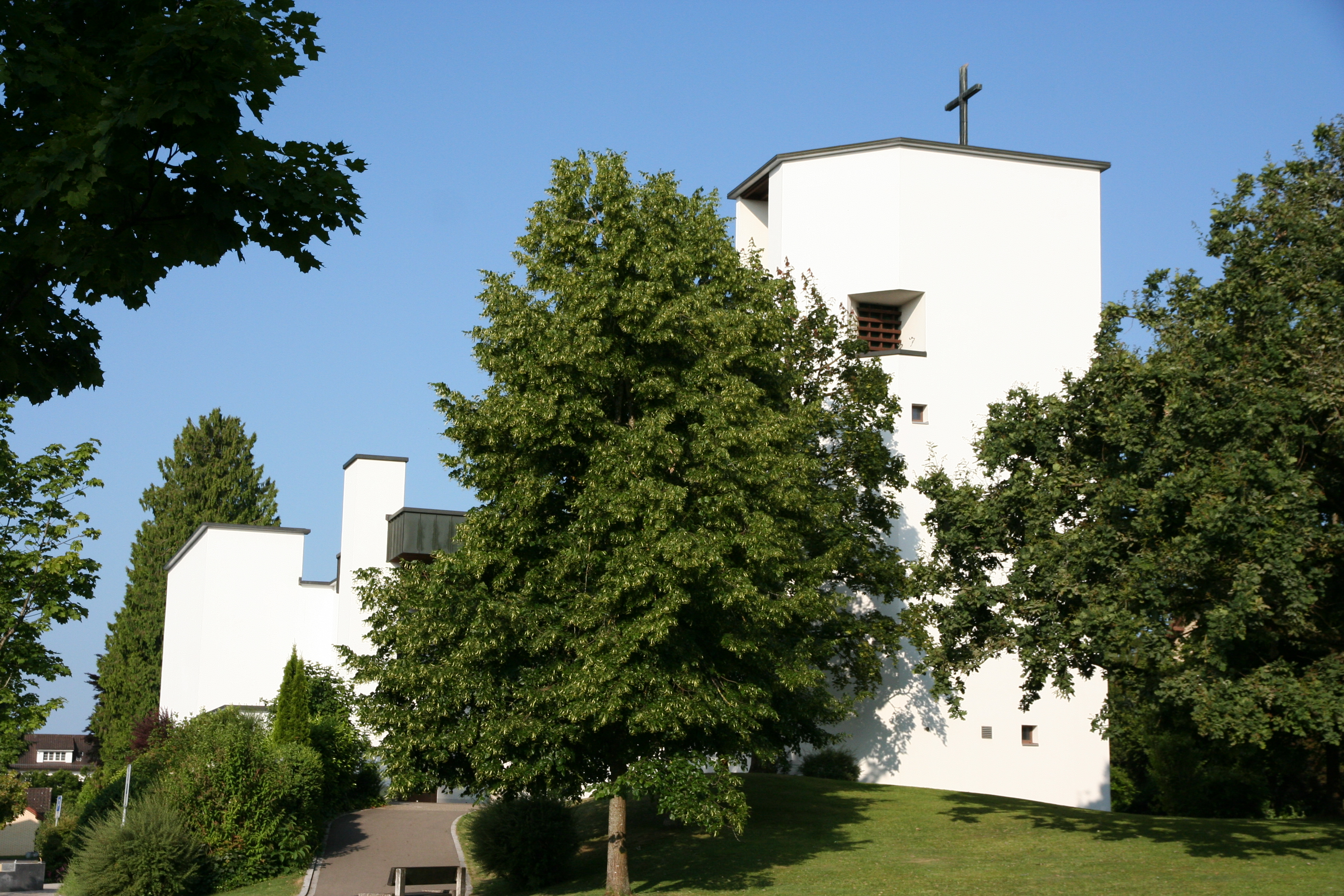
Kirche St. Niklaus

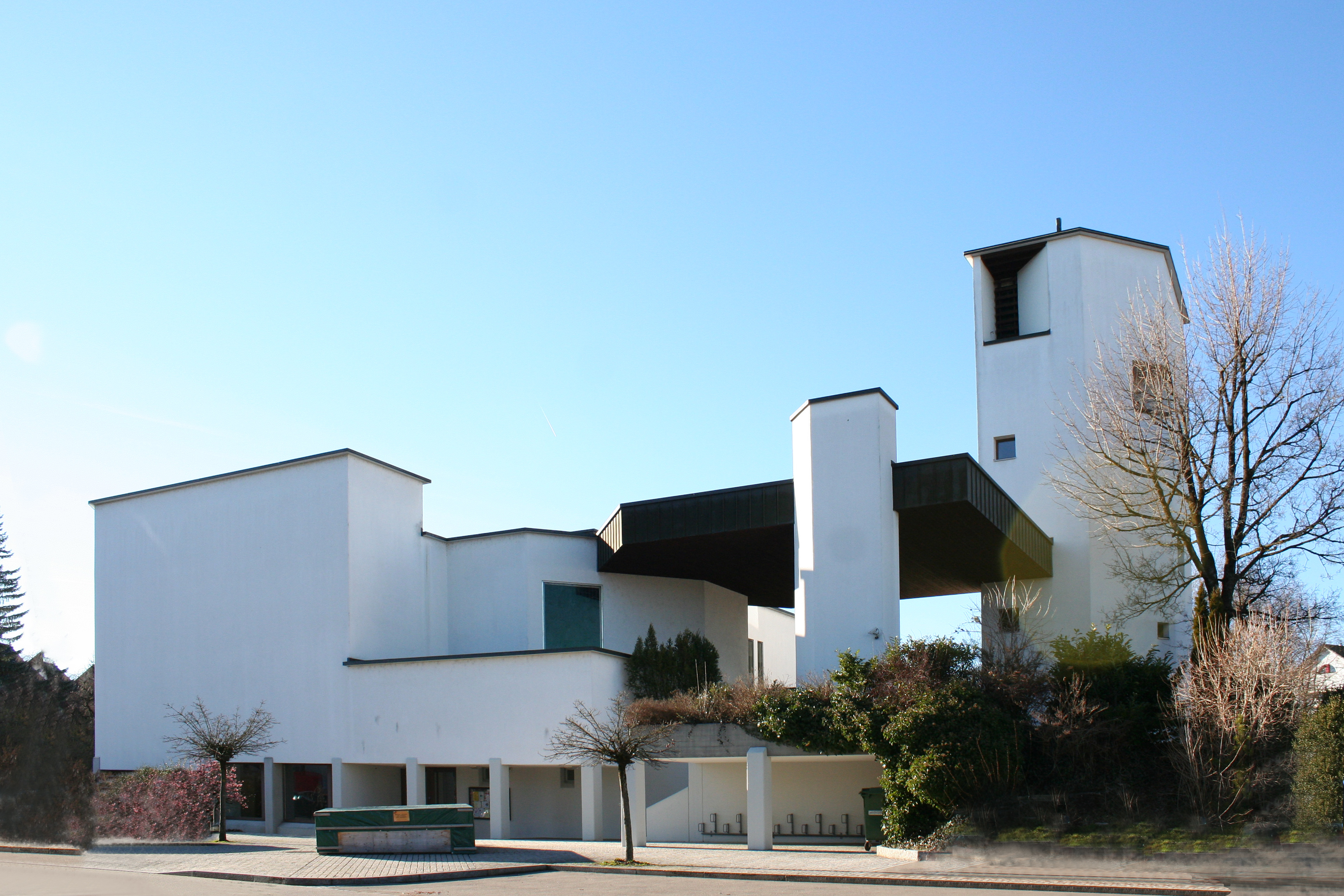
Ansicht von Südosten

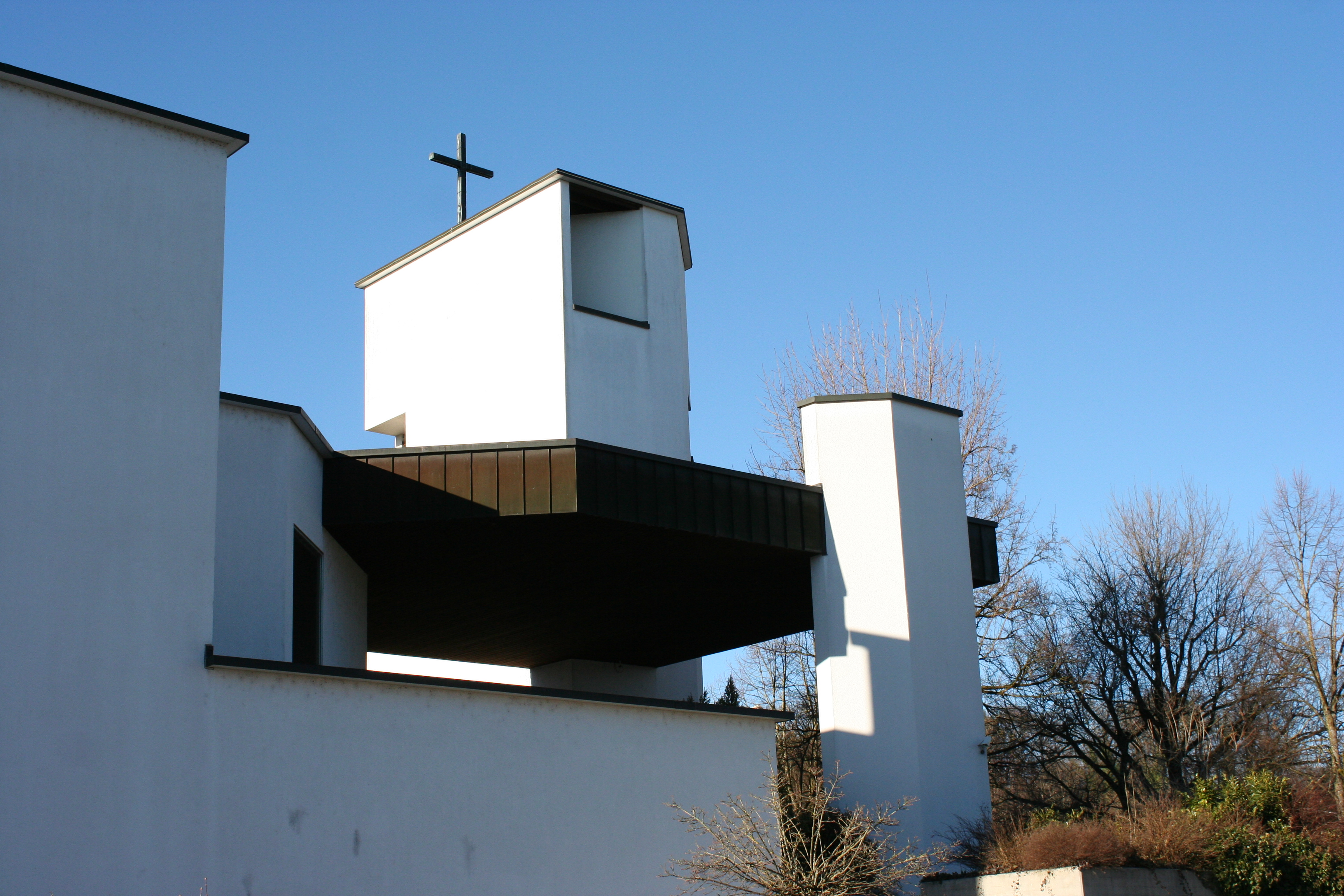
Detail der Südansicht

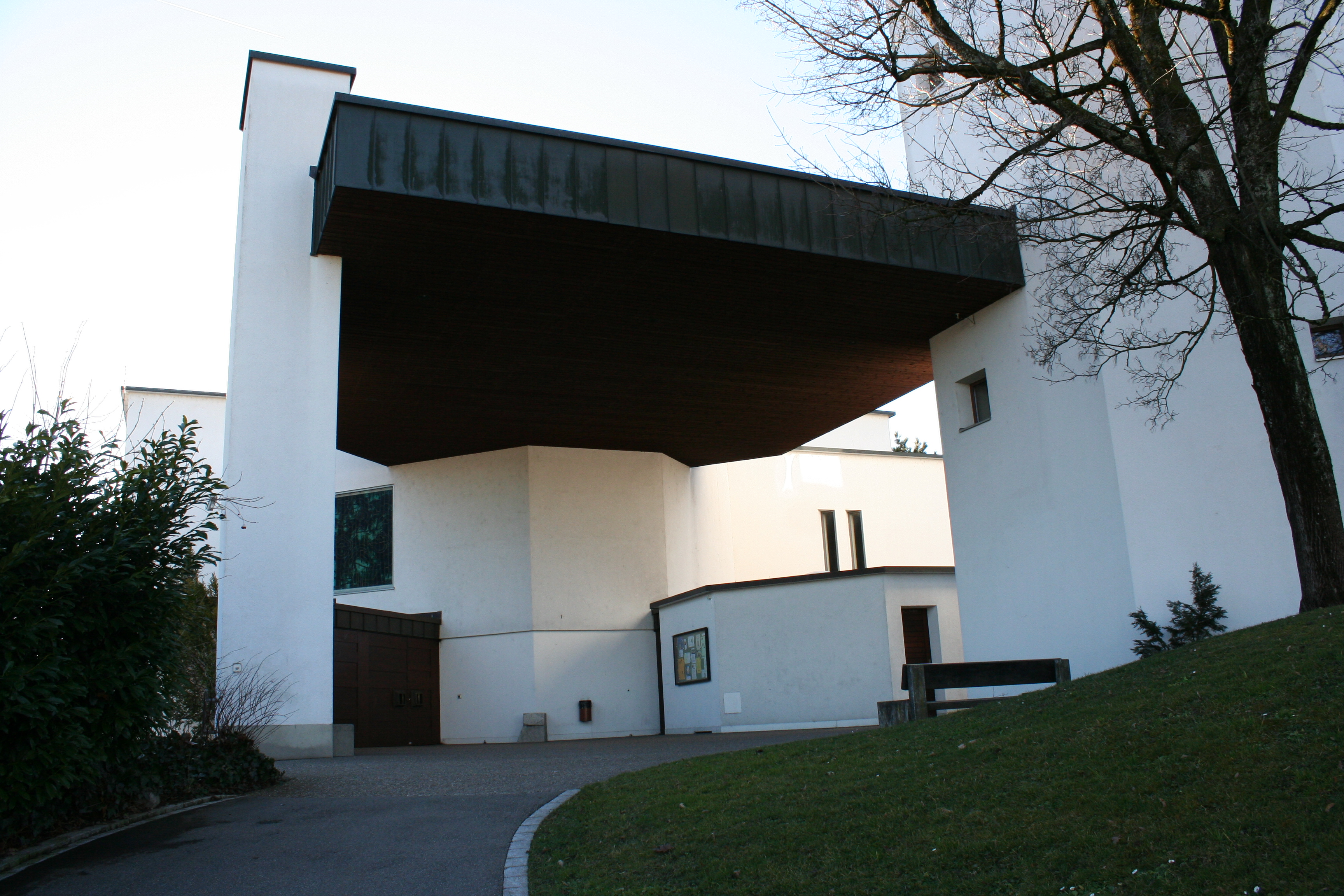
Zugang von Osten

Die Kirche St. Niklaus ist die römisch-katholische Pfarrkirche von Hombrechtikon auf einem auslaufenden Rücken des Pfannenstiels am oberen Zürichseeufer. Die katholische Kirche steht in Hombrechtikon am «Bahnhöfliplatz». Die dazu gehörige Kirchgemeinde ist neben Hombrechtikon auch zuständig für die Orte Grüningen, Wolfhausen und Feldbach.

## Geschichte

### Vorgeschichte und Namensgebung
Im Mittelalter waren die Bewohner von Hombrechtikon pfarrgenössig nach der Insel Ufenau. In Urkunden ist eine Niklauskapelle am Ort der heutigen reformierten Kirche von Hombrechtikon ab dem Jahr 1308 belegt. Da der Weg zur Kirche auf der Ufenau lang und gefährlich war, strebten die Bewohner von Hombrechtikon die Gründung einer eigenen Pfarrei an. Im Jahr 1369 gelang es ihnen, einen Vertrag mit dem Abt des Klosters Einsiedeln abzuschliessen. Gegen verschiedene Verpflichtungen an die Ufenau und das Präsentationsrecht des Pfarrers durfte Hombrechtikon fortan einen eigenen Seelsorger suchen. Im Jahr 1500 wurde eine neue Kirche gebaut, 1520 kamen das Pfarrhaus und der Kirchturm hinzu.
Mit der Reformation ging der Kirchensatz von Einsiedeln an Zürich über. Seit der Reformation war der katholische Gottesdienst im Gebiet des heutigen Kantons Zürich verboten. Erst mit dem sogenannten «Toleranzedikt» im Jahr 1807 war der katholische Gottesdienst wieder erlaubt, allerdings lokal auf die Stadt Zürich beschränkt. Mit der Niederlassungsfreiheit im Zuge der Gründung der modernen Eidgenossenschaft im Jahr 1848 zogen aufgrund der Industrialisierung vermehrt Arbeiter mit ihren Familien aus den katholischen Gebieten der Schweiz in den Kanton Zürich. Basierend auf dem Vereinsrecht entstanden ab der zweiten Hälfte des 19. Jahrhunderts etliche Missionsstationen, die mit Hilfe der Inländischen Mission und mit Spenden aufgebaut wurden, u. a. auch in Männedorf.

### Entstehungs- und Baugeschichte
Die Missionsstation Hombrechtikon ist eine Filiale der Pfarrei St. Stephan Männedorf. Im Jahr 1915 gründete sich in Hombrechtikon ein katholischer Männerverein mit dem erklärten Ziel, im Ort eine Notkirche zu erbauen. 1918 wurde die Notkirche mit 200 Sitzplätzen erbaut und am 30. März 1919 als fertiggestellter Kirchbau benediziert. Auf diesen Tag wurde Hombrechtikon als eigenständige Pfarrei von Männedorf abgetrennt.
Bereits 1920 wurde die Kapelle vergrössert. Dies geschah durch den Anbau eines Chores. Kirchenmaler Stöckli aus Stans malte die Kirche aus. Zur Pfarrei Hombrechtikon gehörten zu dieser Zeit auch Feldbach, Uerikon, Grüningen und Wolfhausen ZH. 1922 wurde das gegenüber der Kirche liegende Restaurant Zum Bahnhof gekauft und fortan als Pfarrhaus genutzt. 1935 wurden für die Innenausstattung der Kirche drei Statuen sowie ein Altarkreuz aus der Kunstwerkstatt Thoma, Brienz gekauft. Im Jahr 1938 wurde Uerikon von Hombrechtikon abgetrennt und der neu gegründeten Pfarrei Stäfa zugeteilt. 1943 wurde die Kirche durch einen Anbau um 50 Sitzplätze erweitert. 1944–1946 wurden eine Krippe sowie ein Kreuzweg vom Obwaldner Künstler Beat Gasser angeschafft.
Als die Zürcher Stimmbevölkerung im Jahr 1963 das Kirchengesetz annahm und dadurch die römisch-katholische Kirche öffentlich-rechtlich anerkannt wurde, konnte an die Planung einer neuen Kirche gedacht werden. Die Kirchgemeinde Hombrechtikon führte im Jahr 1966 einen Architekturwettbewerb durch, aus dem das Projekt des Architekten Walter Moser als Sieger hervorging. Am 5. April 1967 genehmigte die Kirchgemeindeversammlung den Baukredit für die heutige Kirche. Am 13. Oktober 1968 fand die Grundsteinlegung statt, am 9. November 1969 wurde die Kirche vom Bischof von Chur Johannes Vonderach geweiht.
Die Kirchgemeinde St. Niklaus ist mit ihren 3'987 Mitgliedern (Stand 2021) eine der mittelgrossen katholischen Kirchgemeinden des Kantons Zürich. Neben den Orten Hombrechtikon, Wolfhusen und Feldbach, die zur Pfarrei gehören, ist die Kirchgemeinde auch noch zuständig für den Dorfteil Bubikon.

## Baubeschreibung

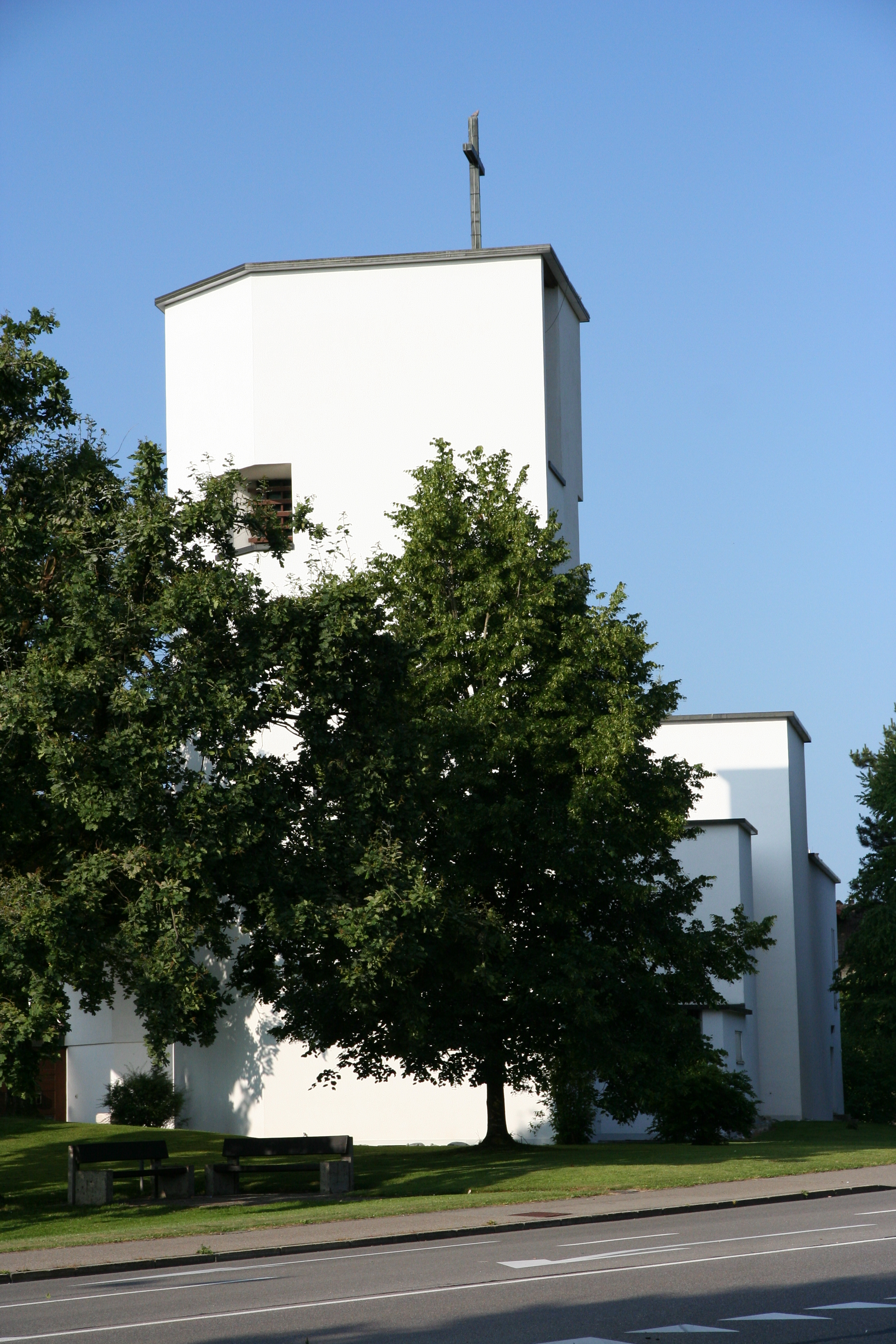
Kirchturm

### Kirchturm und Äusseres
Die Kirche St. Niklaus befindet sich an der Rütistrasse nordöstlich des Ortszentrums von Hombrechtikon. In unmittelbarer Nachbarschaft steht der Bahnhof der einstigen Uerikon-Bauma-Bahn. Der Charakter eines Bahnhofareals ist auf dem Gelände rund um die katholische Kirche noch heute erhalten geblieben.
Die katholische Kirche wurde auf schmalem Baugrund anstelle des Vorgängerbaus errichtet. Dieser hatte während der ersten Phase des Kirchenneubaus noch daneben gestanden, wurde dann aber nach der Errichtung des Saals abgetragen. Neben dem engen Bauareal war für die Formgebung auch „die dörfliche Bebauung und der schöne, dominierende Bau der reformierten Kirche“ bestimmend, wie Architekt Walter Moser schreibt.
Die Kirche besteht aus kubischen Formen und erinnert von aussen an die Formensprache von Le Corbusiers Kirche Ronchamp. Ähnlich wie diese ist die Kirche St. Niklaus auf einem leicht erhöhten Gelände erbaut. Das Gemeindezentrum befindet sich im Untergeschoss der Kirche. An den Kirchbau angegliedert ist der Glockenturm, der sich an der nordöstlichen Ecke des Gebäudes befindet und von beiden Seiten der Rütistrasse auf die Lage der katholischen Kirche hinweist.

#### Glocken
Im Turm befindet sich ein vierstimmiges Geläute, das von der Glockengiesserei H. Rüetschi, Aarau gefertigt wurde, geweiht am 22. Juni 1969 durch Generalvikar Alfred Teobaldi.
| Nummer | Gewicht | Ton  | Widmung           | Inschrift                                              |
| ------ | ------- | ---- | ----------------- | ------------------------------------------------------ |
| 1      | 1400 kg | es1  | Dreifaltigkeit    | In Gottes Hände sei Anfang und Ende, sei alles gelegt. |
| 2      | 830 kg  | ges1 | Maria             | Maria breit’ den Mantel aus!                           |
| 3      | 620 kg  | as1  | Nikolaus von Flüe | Bruder Klaus, Friedensstifter, bitte für uns!          |
| 4      | 450 kg  | b1   | Erzengel Michael  | Heiliger Michael, schütze unsere Jugend!               |

### Innenraum und künstlerische Ausstattung

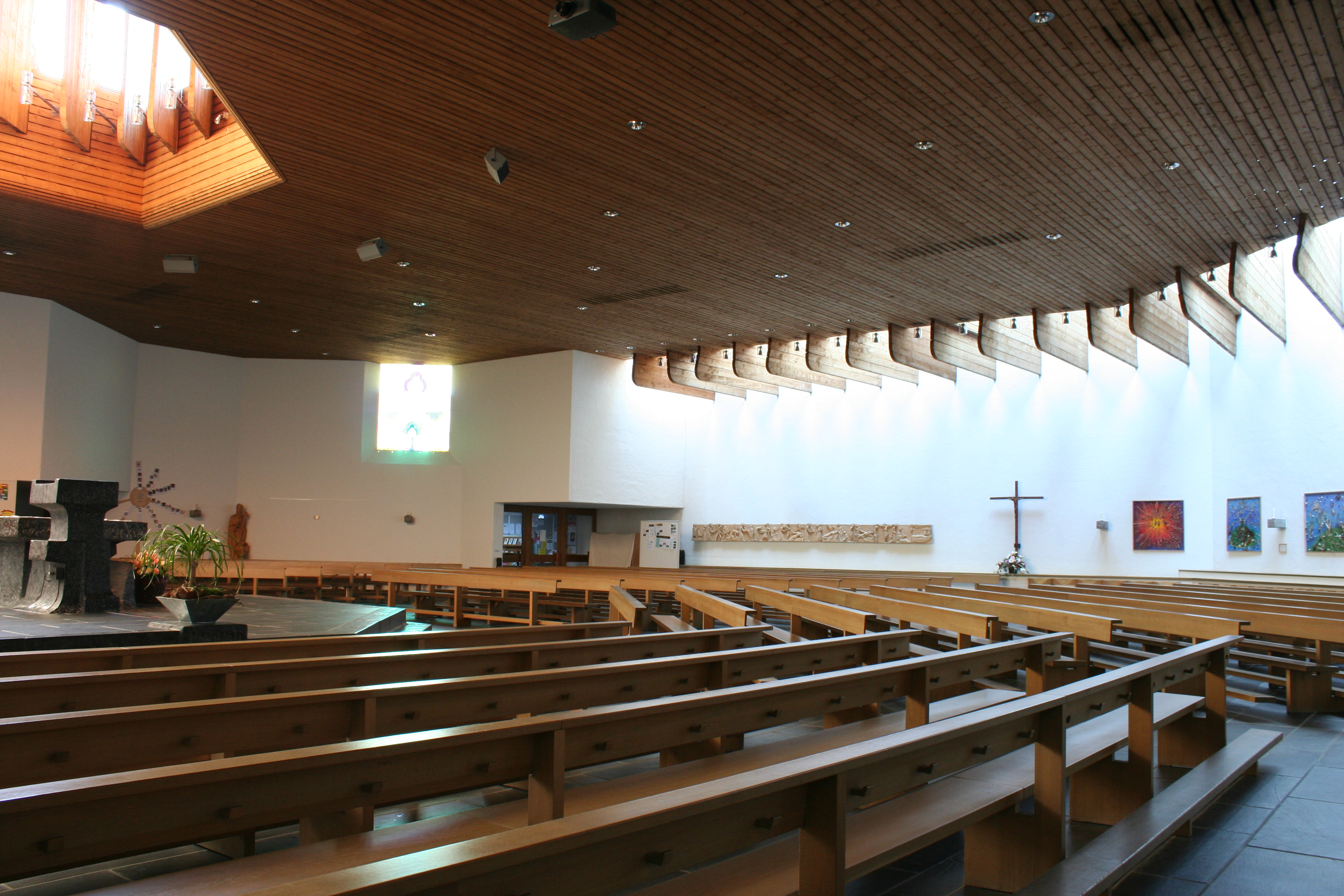
Innenansicht

Architekt Walter Moser betont die zentrale Bedeutung des Altarraums für den ganzen Kirchenbau, indem der Besucher über Rampen zur erhöht gebauten Kirche emporgeht und im Kirchenraum auf Bänken sitzt, die halbkreisförmig um den Altarraum angeordnet sind. Mit dieser Raumkonzeption nimmt die Kirche die Vorgaben der Liturgiekonstitution des Zweiten Vatikanischen Konzils auf, das die tätige Teilnahme der Gläubigen an der Gottesdienstfeier gefordert hatte. Durch den polygonalen Kirchenraum, der auf den Altar ausgerichtet ist, befinden sich die Gläubigen in der Nähe des Altars und können unmittelbar am liturgischen Geschehen teilnehmen. Die Lichtführung der Kirche betont die Bedeutung des Altarraumes.
Grundstein und Türgriffe der Kirche wurden vom Bildhauer Alfred Huber gestaltet, den Altarraum schuf Herbert Albrecht aus Dornbirn. Der Altar wurde von Herbert Albrecht als steinerner Tisch gestaltet. Altar, Ambo und Tabernakel wurden in kubischen Formen geschaffen. Wie vom Zweiten Vatikanischen Konzil gefordert, befindet sich der Taufstein nicht in einer separaten Taufkapelle beim Kircheneingang, sondern auf der rechten Seite des Altarraums. So können die Gläubigen bei einer Taufe dabei sein und ein Neugetaufter wird auch räumlich in die Gottesdienstgemeinde aufgenommen.
Auf der rechten Seite des Altarraums befindet sich eine Werktagskapelle mit einem zweiten, kleineren Altar. Neben den Lichtschächten, die das Tageslicht sowohl an den Wänden des Kirchenraums als auch über dem Altarraum herabfliessen lassen, besitzt die Kirche zwei Buntglasfenster, die vom Künstler Max Hellstern, Zürich geschaffen wurden. Als Besonderheit sind die Buntglasfenster nicht mit Bleiruten gefasst, sondern mit Araldit geklebt. Experimente im Glasverarbeitungsbetrieb Mäder, Zürich haben die Haltbarkeit dieser Technik bestätigt. Die bunten Scheiben bestehen aus handgegossenem Dallglas.

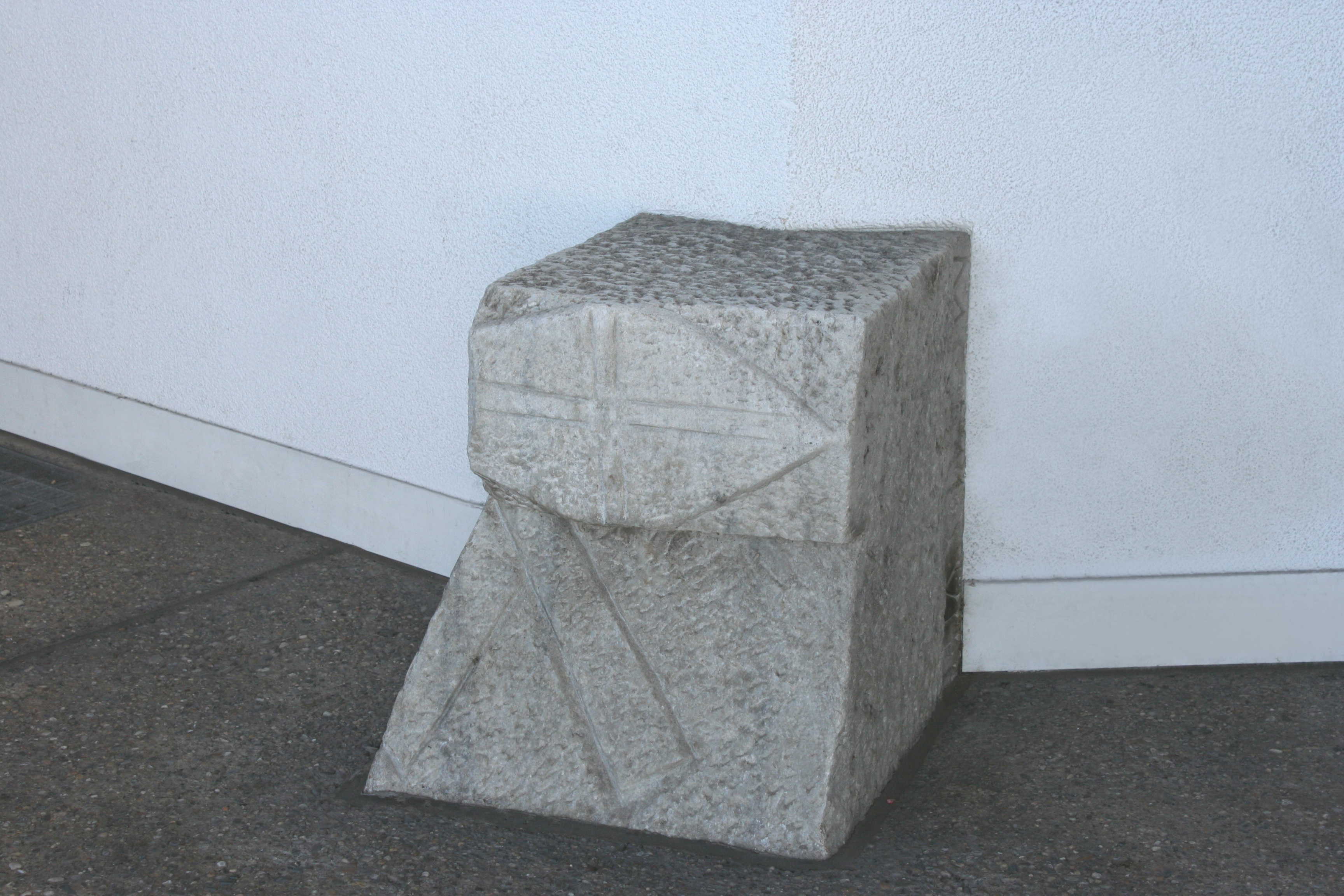
Grundstein von Alfred Huber
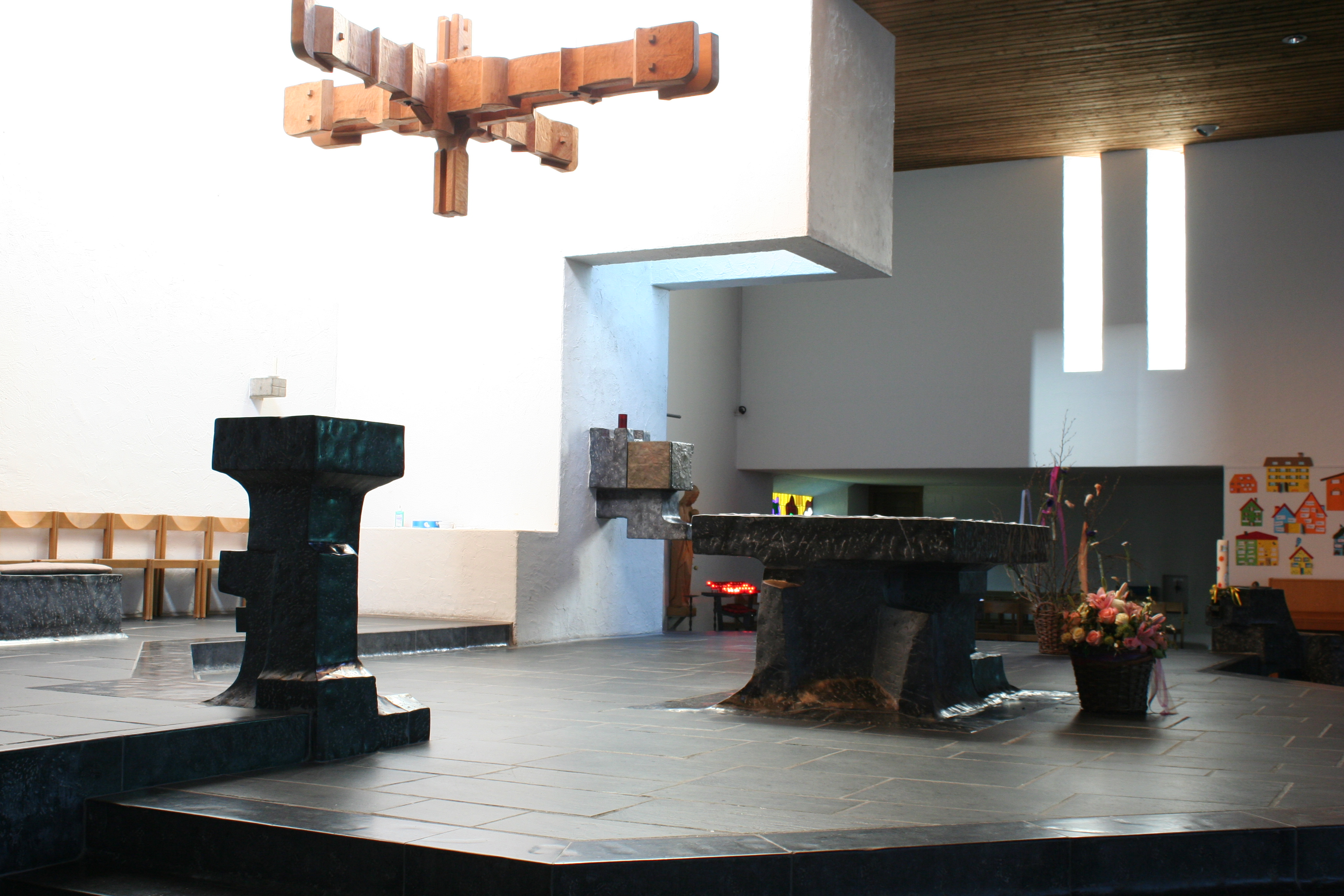
Altarraum von Herbert Albrecht
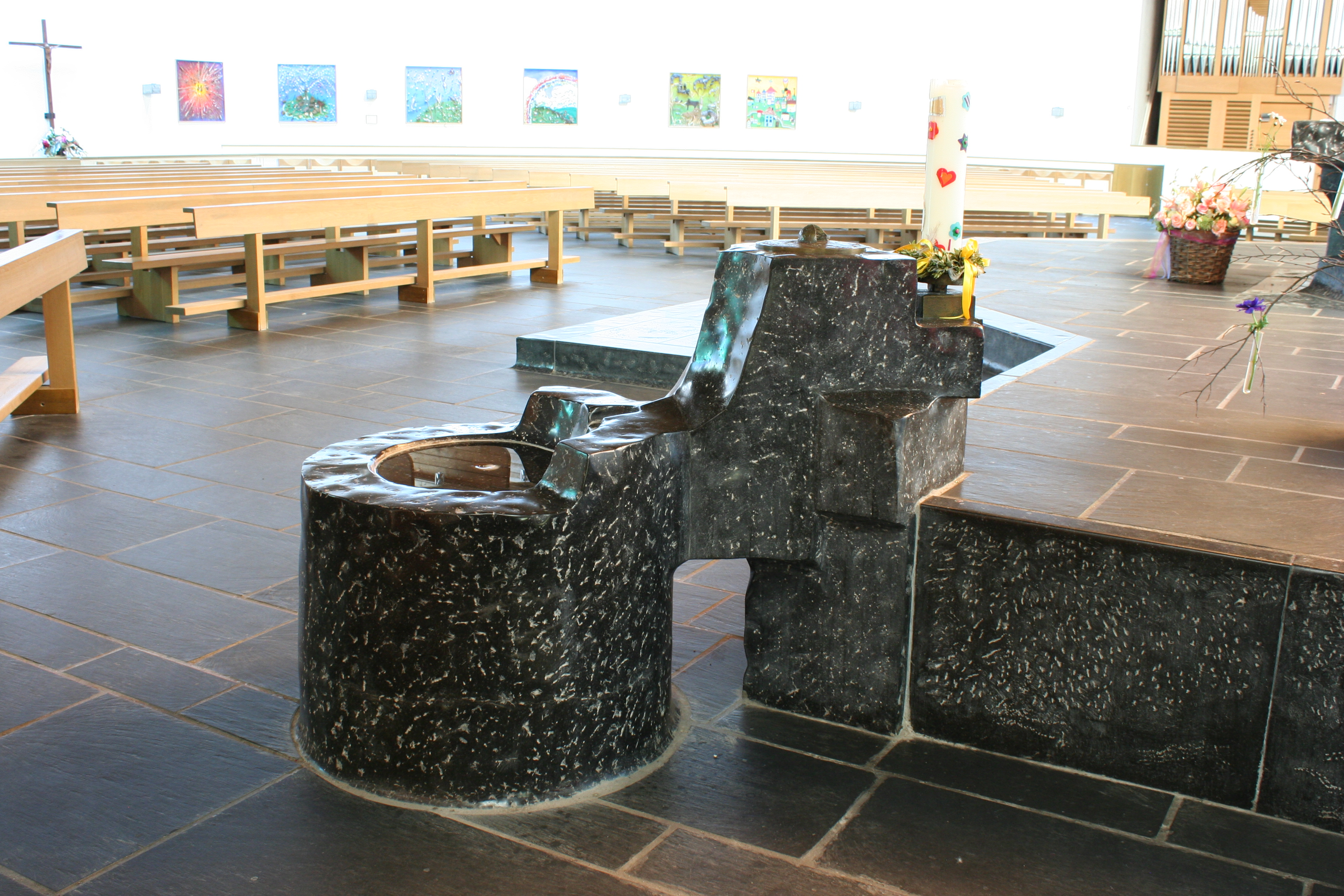
Taufstein
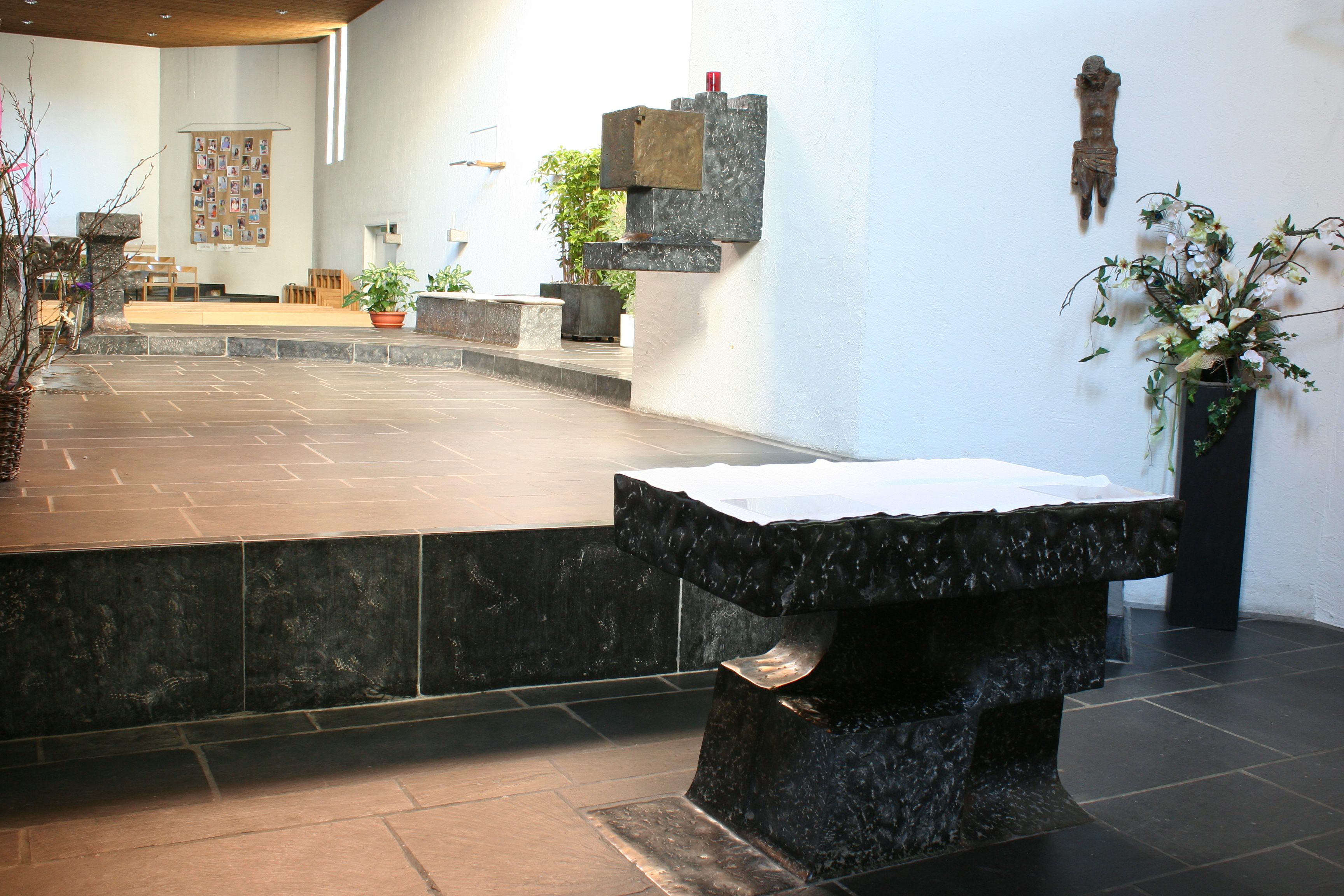
Werktagsaltar und Tabernakel

### Orgel

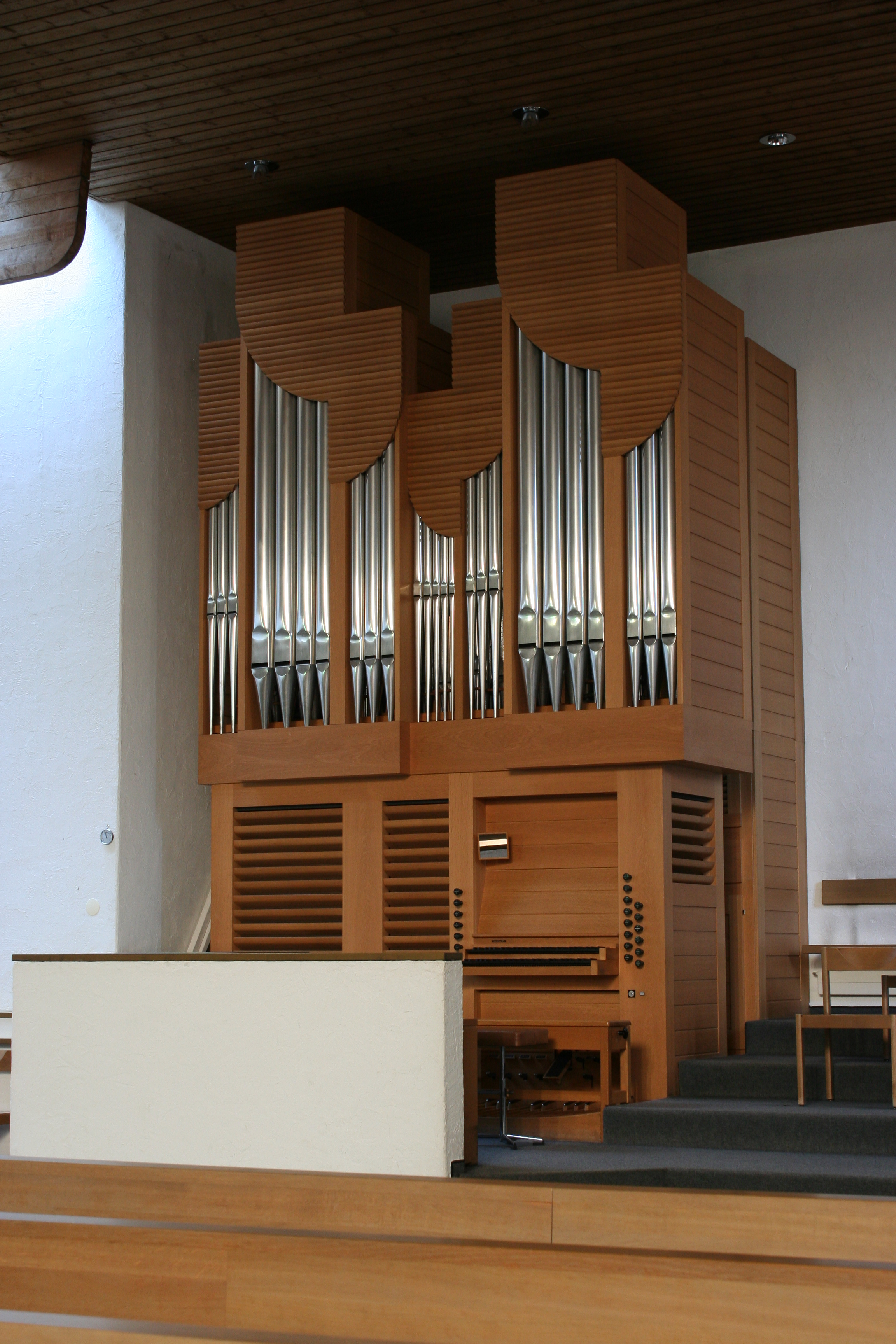
Cäcilia-Orgel von 1975

Die Orgel stammt von der Cäcilia AG in Luzern und wurde 1975 erbaut. Das Instrument verfügt über eine mechanische Traktur und Registratur. 21 Register verteilen sich auf zwei Manuale und Pedal. Die Disposition lautet wie folgt:
| I Hauptwerk C–g3 |        |
| Quintade         | 16′    |
| Principal        | 8′     |
| Rohrflöte        | 8′     |
| Octave           | 4′     |
| Quinte           | 2 ⁄3′  |
| Octave           | 2′     |
| Terz             | 1 3⁄5′ |
| Mixtur IV        | 1 ⁄3′  |

| II Schwellwerk C–g3 |       |
| Gedackt             | 8′    |
| Principal           | 4'    |
| Blockflöte          | 4′    |
| Gemshorn            | 2′    |
| Quinte              | 1 ⁄3′ |
| Scharf III          | 1′    |
| Krummhorn           | 8′    |

| Pedal C–f1 |     |
| Subbass    | 16′ |
| Octave     | 8′  |
| Gemshorn   | 8′  |
| Choralbass | 4′  |
| Schwegel   | 2′  |
| Fagott     | 16′ |

- Koppeln: II/I, I/P, II/P
- Tremulant